# مقاطعة ستيفينز (جورجيا)
مقاطعة ستيفينز (بالإنجليزية: Stephens County)‏ هي إحدى المقاطعات في ولاية جورجيا في الولايات المتحدة الأمريكية.